# Ozarba contempta
Ozarba contempta là một loài bướm đêm trong họ Noctuidae.